# Tomonobu Yokoyama
Tomonobu Yokoyama (横山 知伸 Yokoyama Tomonobu?), född 18 mars 1985 i Tokyo prefektur, död 4 januari 2024, var en japansk fotbollsspelare.
Yokoyama började sin karriär 2008 i Kawasaki Frontale. Efter Kawasaki Frontale spelade han för Cerezo Osaka, Omiya Ardija, Hokkaido Consadole Sapporo, Roasso Kumamoto och FC Gifu. Han avslutade karriären 2019.